# Cornești (Cluj)
Corneşti (in ungherese Sinfalva) è un comune della Romania di 1 724 abitanti, ubicato nel distretto di Cluj, nella regione storica della Transilvania.
Il comune è formato dall'unione di 9 villaggi: Bârlea, Cornești, Igriția, Lujerdiu, Morău, Stoiana, Tiocu de Jos, Tiocu de Sus, Tioltiur.